# David Jofresa i Sarret
David Jofresa Sarret, (Barcelona, 24 de setembre de 1995) és un jugador de bàsquet català que juga en la posició de base. Pertany a la nissaga dels Jofresa, jugadors destacats del basquetbol català.
David Jofresa va jugar amb Catalunya i en categories de mini-basket. Es formà en el planter del Joventut de Badalona, aconseguint una Minicopa del Rei i dos Campionats d'Espanya de clubs en categoria infantil i cadet. En categoria júnior jugà al Club Bàsquet l'Hospitalet i posteriorment, competí amb el Club Bàsquet Villarrobledo de la lliga EBA. El 2015, signa amb el Bàsquet Club Andorra per convertir-se al tercer base de l'equip i jugar també amb el segon equip andorrà. Serà la seva primera experiència en la Lliga Endesa. L'agost del 2016 fitxa pel ICL Manresa per jugar a l'equip vinculat del BC Martorell.